# Limnophila morula
Limnophila morula är en tvåvingeart som beskrevs av Alexander 1928. Limnophila morula ingår i släktet Limnophila och familjen småharkrankar. Inga underarter finns listade i Catalogue of Life.